# Kathrin Flory
Kathrin Flory (* 1981) ist eine deutsche Politikerin (SPD).

## Biographie
Beruflich arbeitete Flory zunächst als Kinderkrankenschwester. 2019 wurde sie zur Ortsbürgermeisterin von Klingenmünster gewählt und 2024 in diesem Amt bestätigt.
Am 16. Oktober 2022 kandidierte sie für das Amt als Bürgermeisterin der Verbandsgemeinde Bad Bergzabern und erreichte mit 40,2 % die meisten Stimmen. Da sie somit jedoch die absolute Mehrheit verfehlte, fand zwei Wochen später eine Stichwahl statt. Bei letzterer setzte sie sich mit 50,81 % gegen den CDU-Kandidaten Matthias Neufeld durch. Das Amt selbst trat sie am 1. Mai 2023 an.